# Флюелен
Флюелен (нім. Flüelen) — громада  в Швейцарії в кантоні Урі.

## Географія
Громада розташована на відстані близько 90 км на схід від Берна, 3 км на північний захід від Альтдорфа.
Флюелен має площу 12,4 км², з яких на 6,8% дозволяється будівництво (житлове та будівництво доріг), 23,6% використовуються в сільськогосподарських цілях, 58,2% зайнято лісами, 11,4% не є продуктивними (річки, льодовики або гори).

## Демографія
2019 року в громаді мешкало 1961 особа (+0,6% порівняно з 2010 роком), іноземців було 13,2%. Густота населення становила 158 осіб/км².
За віковим діапазоном населення розподілялося таким чином: 18,7% — особи молодші 20 років, 60,8% — особи у віці 20—64 років, 20,4% — особи у віці 65 років та старші. Було 857 помешкань (у середньому 2,3 особи в помешканні).
Із загальної кількості 993 працюючих 41 був зайнятий в первинному секторі, 292 — в обробній промисловості, 660 — в галузі послуг.